# Franco Rossi (handisport)
Pour les articles homonymes, voir Franco Rossi et Rossi.
Franco Rossi est un sportif handisport italien pratiquant l'escrime, la natation et le tennis de table.

## Biographie
Franco Rossi a participé à quatre Jeux paralympiques (1960, 1964, 1968 et 1972) et a remporté treize médailles sur l'ensemble des Jeux, principalement en escrime mais également en natation et tennis de table.